# دونالد كاميرون (لاعب اتحاد الرغبي)
دونالد كاميرون (بالإنجليزية: Donald Cameron)‏ هو لاعب اتحاد الرغبي نيوزيلندي، ولد في 15 يوليو 1887 في Waitara, New Zealand ‏ في نيوزيلندا، وتوفي في 25 أغسطس 1947 في نيو بلايموث في نيوزيلندا.